# Godflesh
A Godflesh brit indusztriális metal/post-metal/experimental metal együttes. 1982-ben alakultak Birminghamben, "Fall of Because" néven, de 1988-ig csak egy demót adtak ki. 1988-ban Justin Broadrick (gitár, ének, programozás) és G. C. Green (basszusgitár) átnevezték a zenekart és dobgépet kezdtek használni ütős hangszer gyanánt. A heavy metal és az indusztriális (később elektronikus és dub) zene keverése miatt a Godflesh az industrial metal műfaj úttörőjének számít, és nagy hatással voltak egyéb industrial metal előadókra és a post-metal műfaj fejlődésére is. A zenekar nagy hatásúnak számít az indusztriális, illetve az extrém metal műfajában.

## Története
A Godflesh elődjének a "Fall of Because" nevű együttes számított.  1982-ben alakult, amikor két fiatal zenész, G. C. Green és Paul Neville, akik egy olcsó birminghami társasházban laktak, elkezdtek zenével kísérletezni, egy dobgép kíséretében. A Fall of Because nevet egy Killing Joke dalról, illetve egy Aleister Crowley könyvről kapták. Találtak maguknak egy dobost Justin Broadrick személyében, aki ugyanabban a társasházban lakott, mint Green és Neville. Broadrick 1984-ben csatlakozott hozzájuk. Egy koncerten a Fall of Because, a Final (Broadrick első együttese) és a Napalm Death korai felállása játszott, 25 embernek. A koncertet követő hónapokban Broadrick csatlakozott a Napalm Death-hez, mint gitáros és a Fall of Because-hoz, mint dobos, és utóbbinak megváltoztatta a hangzásvilágát, a Swans, a Sonic Youth és a Discharge hatására. Broadrick akkoriban 15 éves volt. 1986-ban kiadtak egy demót, amelyen olyan dalok szerepeltek, amelyek később a Godflesh dalai lettek. 1986-ban Broadrick a Head of David együttes dobosa lett, így kiszállt a Napalm Death-ből és a Fall of Because-ból is. 1988-ban kiszállt a Head of David-ből, mivel szerinte "túl zajos dobos" volt. Ezután felvette Green-nel a kapcsolatot, hogy újra összehozzák a Fall of Because-t, duóként. Az újjáalakuláskor Broadrick lett a gitáros, és újból dobgépet kezdtek használni. Ekkor lett Godflesh a nevük.
A zenekarra az extrém metal műfaja mellett Birmingham rideg tájképe is hatással volt.  A Godflesh sokkal keményebb hangzással rendelkezik, mint a Fall of Because, amelyre nagyrészt a The Cure volt hatással. 1988-ban jelent meg első EP-jük, amely a zenekar nevét viseli. Az EP a Ministry 1988-as stúdióalbumával együtt az industrial metal úttörő lemezei közé tartozik.
1989-ben jelent meg első albumuk, amely a 64. helyet szerezte meg a Rolling Stone Minden idők 100 legjobb metal albuma listáján.
A zenekar 2002-es feloszlásáig hat nagylemezt adott ki. Broadrick 2003-ban új együttest alapított, Jesu néven. 2010-ben újból összeálltak, azóta pedig két nagylemezt jelentettek meg.

## Tagok
Jelenlegi tagok
- Justin Broadrick – gitár, vokál, programozás (1988–2002, 2010–)
- G. C. Green – basszusgitár, programozás (1988–2001, 2010–)

Volt tagok
- Paul Neville – gitár (1989–1991)
- Robert Hampson – gitár (1991–1992)
- Bryan Mantia – dob (1994–1996)
- Ted Parsons – dob (1997–2002)

## Diszkográfia
Stúdióalbumok
- Streetcleaner (1989)
- Pure (1992)
- Selfless (1994)
- Songs of Love and Hate (1996)
- Us and Them (1999)
- Hymns (2001)
- A World Lit Only by Fire (2014)
- Post Self (2017)